# Bourbonska restaurationen i Spanien
```

```

Bourbonska restaurationen i Spanien är den tid i Spaniens historia då huset Bourbon återtog tronen efter att första spanska republiken upplösts den 29 december 1874 genom en statskupp av Martinez Campos, och Alfonso XII blev kung. 1931 blev dock Spanien republik på nytt. En andra bourbonsk restauration ägde sedan rum efter Francos död, då Juan Carlos I besteg tronen.